# Alberto Villalta
Alberto Villalta Ávila (né le 19 novembre 1947 à San Salvador au Salvador, et mort le 4 mars 2017) est un joueur de football international salvadorien, qui évoluait au poste de milieu de terrain.

## Biographie

### Carrière en sélection
Avec l'équipe du Salvador, il figure dans le groupe des sélectionnés lors de la Coupe du monde de 1970 (sans jouer de matchs lors de la compétition).
Il participe également aux Jeux olympiques de 1968. Il joue deux matchs lors du tournoi olympique organisé au Mexique.

## Palmarès
| Alianza - Championnat du Salvador (2) : - Champion : 1965-66 et 1966-67. |  | Atlético Marte - Championnat du Salvador (2) : - Champion : 1968-69 et 1970. |